# 7101 Haritina
7101 Haritina este un asteroid din centura principală de asteroizi.

## Descriere
7101 Haritina este un asteroid din centura principală de asteroizi. A fost descoperit pe 17 octombrie 1930 la Flagstaff (Arizona) de Clyde William Tombaugh. Asteroidul prezintă o orbită caracterizată de o semiaxă mare de 2,30 ua, o excentricitate de 0,20 și o înclinație de 4,7° în raport cu ecliptica.